# 193 Batalion WOP
193 Batalion Wojsk Ochrony Pogranicza – samodzielny pododdział Wojsk Ochrony Pogranicza.

## Formowanie i zmiany organizacyjne
Na podstawie rozkazu MBP nr 043/org z 3 czerwca 1950, na bazie 7 Brygady Ochrony Pogranicza, sformowano 19 Brygadę Wojsk Pogranicza, a z dniem 1 stycznia 1951 węgorzewski 9 batalion Ochrony Pogranicza przemianowano na 193 batalion WOP.
W 1952 przeniesiono 194 batalion z Kowal Oleckich do Gołdapi i przekazano go 22 Brygadzie WOP jako 221 batalion WOP.

## Struktura organizacyjna
W 1954 batalionowi podlegały:
- 107 strażnica WOP Romaliny
- 108 strażnica WOP Siwuszewo
- 109 strażnica WOP Rudziszki
- 110 strażnica WOP Ołownik
- 111 strażnica WOP Żabin

## Dowódcy batalionu
- por. Bronisław Szumiel (1951-?)
- mjr Józef Kwiatkowski (1952-1954)
- kpt. Bolesław Niećka (1954-?)